# Coppa del Mondo di biathlon 2023
La Coppa del Mondo di biathlon 2023 è stata la quarantaseiesima edizione della manifestazione organizzata dall'Unione Internazionale Biathlon; è iniziata il 29 novembre 2022 a Kontiolahti, in Finlandia, e si è conclusa il 19 marzo 2023 a Oslo Holmenkollen, in Norvegia. Nel corso della stagione si sono tenuti a Oberhof i Campionati mondiali di biathlon 2023, non validi ai fini della Coppa del Mondo, il cui calendario ha contemplato dunque un'interruzione nel mese di febbraio; in seguito all'invasione dell'Ucraina, gli atleti russi e bielorussi sono stati esclusi dalle competizioni.
Sia in campo maschile sia in campo femminile a inizio stagione erano in programma 26 gare (21 individuali, 5 a squadre) in 9 diverse località: le gare maschili sono state disputate tutte, mentre in ambito femminile ne è stata annullata una; le staffette miste sono state 4, disputate in 2 diverse località. Da questa stagione il sistema di punteggio è stato modificato per le prime sei posizioni, portando a 90 i punti assegnati al primo classificato, 75 al secondo, 60 al terzo, 50 al quarto, 45 al quinto, 40 al sesto; i punteggi assegnati alle altre posizioni sono rimasti immutati; inoltre non vengono più conteggiati, ai fini della Coppa del Mondo, i piazzamenti ottenuti in occasione dei Campionati mondiali.
In campo maschile il norvegese Johannes Thingnes Bø si è aggiudicato sia la Coppa del Mondo generale, sia quelle di sprint e di inseguimento; il suo connazionale Vetle Sjåstad Christiansen ha vinto la Coppa del Mondo di partenza in linea e quella di individuale. Il francese Quentin Fillon Maillet era il detentore uscente della Coppa generale.
In campo femminile la francese Julia Simon ha vinto sia la Coppa del Mondo generale, sia quelle di inseguimento e di partenza in linea; la tedesca Denise Herrmann ha conquistato la Coppa di sprint e l'italiana Lisa Vittozzi quella di individuale. La norvegese Marte Olsbu Røiseland era la detentrice uscente della Coppa generale.

## Uomini

### Risultati
| Data             | Località                | Nazione   | Spec. | Primo                                                                                             | Secondo                                                                          | Terzo                                                                      |
| ---------------- | ----------------------- | --------- | ----- | ------------------------------------------------------------------------------------------------- | -------------------------------------------------------------------------------- | -------------------------------------------------------------------------- |
| 29 novembre 2022 | Kontiolahti             | Finlandia | IN    | Martin Ponsiluoma                                                                                 | Niklas Hartweg                                                                   | David Zobel                                                                |
| 1º dicembre 2022 | Kontiolahti             | Finlandia | RL    | Norvegia Vetle Sjåstad Christiansen Sturla Holm Lægreid Tarjei Bø Johannes Thingnes Bø            | Germania Justus Strelow Johannes Kühn Benedikt Doll Roman Rees                   | Francia Éric Perrot Fabien Claude Émilien Jacquelin Quentin Fillon Maillet |
| 3 dicembre 2022  | Kontiolahti             | Finlandia | SP    | Johannes Thingnes Bø                                                                              | Sturla Holm Lægreid                                                              | Roman Rees                                                                 |
| 4 dicembre 2022  | Kontiolahti             | Finlandia | PU    | Johannes Thingnes Bø                                                                              | Sturla Holm Lægreid                                                              | Émilien Jacquelin                                                          |
| 9 dicembre 2022  | Hochfilzen              | Austria   | SP    | Johannes Thingnes Bø                                                                              | Émilien Jacquelin                                                                | Sturla Holm Lægreid                                                        |
| 10 dicembre 2022 | Hochfilzen              | Austria   | RL    | Norvegia Sturla Holm Lægreid Filip Fjeld Andersen Johannes Thingnes Bø Vetle Sjåstad Christiansen | Svezia Jesper Nelin Martin Ponsiluoma Peppe Femling Sebastian Samuelsson         | Germania Justus Strelow Johannes Kühn Roman Rees Benedikt Doll             |
| 11 dicembre 2022 | Hochfilzen              | Austria   | PU    | Johannes Thingnes Bø                                                                              | Sturla Holm Lægreid                                                              | Émilien Jacquelin                                                          |
| 15 dicembre 2022 | Annecy Le Grand-Bornand | Francia   | SP    | Johannes Thingnes Bø                                                                              | Sturla Holm Lægreid                                                              | Benedikt Doll                                                              |
| 17 dicembre 2022 | Annecy Le Grand-Bornand | Francia   | PU    | Sturla Holm Lægreid                                                                               | Vetle Sjåstad Christiansen                                                       | Johannes Thingnes Bø                                                       |
| 18 dicembre 2022 | Annecy Le Grand-Bornand | Francia   | MS    | Johannes Dale                                                                                     | Sturla Holm Lægreid                                                              | Johannes Thingnes Bø                                                       |
| 6 gennaio 2023   | Pokljuka                | Slovenia  | SP    | Johannes Thingnes Bø                                                                              | Tarjei Bø                                                                        | Sturla Holm Lægreid                                                        |
| 7 gennaio 2023   | Pokljuka                | Slovenia  | PU    | Johannes Thingnes Bø                                                                              | Quentin Fillon Maillet                                                           | Tarjei Bø                                                                  |
| 11 gennaio 2023  | Ruhpolding              | Germania  | IN    | Johannes Thingnes Bø                                                                              | Vetle Sjåstad Christiansen                                                       | Jakov Fak                                                                  |
| 13 gennaio 2023  | Ruhpolding              | Germania  | RL    | Norvegia Sturla Holm Lægreid Tarjei Bø Vetle Sjåstad Christiansen Johannes Thingnes Bø            | Germania David Zobel Johannes Kühn Benedikt Doll Roman Rees                      | Francia Éric Perrot Quentin Fillon Maillet Antonin Guigonnat Fabien Claude |
| 15 gennaio 2023  | Ruhpolding              | Germania  | MS    | Johannes Thingnes Bø                                                                              | Vetle Sjåstad Christiansen                                                       | Sturla Holm Lægreid                                                        |
| 20 gennaio 2023  | Anterselva              | Italia    | SP    | Johannes Thingnes Bø                                                                              | Martin Ponsiluoma                                                                | Sturla Holm Lægreid                                                        |
| 21 gennaio 2023  | Anterselva              | Italia    | PU    | Johannes Thingnes Bø                                                                              | Sturla Holm Lægreid                                                              | Martin Ponsiluoma                                                          |
| 22 gennaio 2023  | Anterselva              | Italia    | RL    | Norvegia Sturla Holm Lægreid Tarjei Bø Johannes Thingnes Bø Vetle Sjåstad Christiansen            | Francia Antonin Guigonnat Fabien Claude Émilien Jacquelin Quentin Fillon Maillet | Germania David Zobel Johannes Kühn Benedikt Doll Roman Rees                |
| 2 marzo 2023     | Nové Město na Moravě    | Rep. Ceca | SP    | Johannes Thingnes Bø                                                                              | Tarjei Bø                                                                        | Vetle Sjåstad Christiansen                                                 |
| 4 marzo 2023     | Nové Město na Moravě    | Rep. Ceca | PU    | Johannes Thingnes Bø                                                                              | Tarjei Bø                                                                        | Martin Ponsiluoma                                                          |
| 9 marzo 2023     | Östersund               | Svezia    | IN    | Benedikt Doll                                                                                     | Tommaso Giacomel                                                                 | Vetle Sjåstad Christiansen                                                 |
| 11 marzo 2023    | Östersund               | Svezia    | RL    | Norvegia Endre Strømsheim Vebjørn Sørum Johannes Dale Vetle Sjåstad Christiansen                  | Francia Oscar Lombardot Antonin Guigonnat Éric Perrot Fabien Claude              | Germania Roman Rees Johannes Kühn Philipp Nawrath Benedikt Doll            |
| 12 marzo 2023    | Östersund               | Svezia    | MS    | Vetle Sjåstad Christiansen                                                                        | Johannes Dale                                                                    | Éric Perrot                                                                |
| 16 marzo 2023    | Oslo Holmenkollen       | Norvegia  | SP    | Johannes Thingnes Bø                                                                              | Martin Ponsiluoma                                                                | Benedikt Doll                                                              |
| 18 marzo 2023    | Oslo Holmenkollen       | Norvegia  | PU    | Johannes Thingnes Bø                                                                              | Quentin Fillon Maillet                                                           | Sturla Holm Lægreid                                                        |
| 19 marzo 2023    | Oslo Holmenkollen       | Norvegia  | MS    | Johannes Thingnes Bø                                                                              | Niklas Hartweg                                                                   | Vetle Sjåstad Christiansen                                                 |

Legenda:

IN = individuale (20 km)

SP = sprint (10 km)

PU = inseguimento (12,5 km)

MS = partenza in linea (15 km)

RL = staffetta (4x7,5 km)

### Classifiche

#### Generale
| Pos. | Nome                       | Nazione  | Punti |
| ---- | -------------------------- | -------- | ----- |
| 1    | Johannes Thingnes Bø       | Norvegia | 1589  |
| 2    | Sturla Holm Lægreid        | Norvegia | 1098  |
| 3    | Vetle Sjåstad Christiansen | Norvegia | 935   |
| 4    | Benedikt Doll              | Germania | 782   |
| 5    | Martin Ponsiluoma          | Svezia   | 779   |
| 6    | Tarjei Bø                  | Norvegia | 684   |
| 7    | Johannes Dale              | Norvegia | 674   |
| 8    | Quentin Fillon Maillet     | Francia  | 671   |
| 9    | Roman Rees                 | Germania | 658   |
| 10   | Fabien Claude              | Francia  | 635   |

#### Sprint
| Pos. | Nome                       | Nazione  | Punti |
| ---- | -------------------------- | -------- | ----- |
| 1    | Johannes Thingnes Bø       | Norvegia | 630   |
| 2    | Sturla Holm Lægreid        | Norvegia | 375   |
| 3    | Martin Ponsiluoma          | Svezia   | 328   |
| 4    | Benedikt Doll              | Germania | 285   |
| 5    | Vetle Sjåstad Christiansen | Norvegia | 257   |

#### Inseguimento
| Pos. | Nome                   | Nazione  | Punti |
| ---- | ---------------------- | -------- | ----- |
| 1    | Johannes Thingnes Bø   | Norvegia | 600   |
| 2    | Sturla Holm Lægreid    | Norvegia | 425   |
| 3    | Quentin Fillon Maillet | Francia  | 295   |
| 4    | Tarjei Bø              | Norvegia | 277   |
| 5    | Fabien Claude          | Francia  | 252   |

#### Partenza in linea
| Pos. | Nome                       | Nazione  | Punti |
| ---- | -------------------------- | -------- | ----- |
| 1    | Vetle Sjåstad Christiansen | Norvegia | 270   |
| 2    | Johannes Thingnes Bø       | Norvegia | 240   |
| 3    | Sturla Holm Lægreid        | Norvegia | 208   |
| 4    | Johannes Dale              | Norvegia | 206   |
| 5    | Sebastian Stalder          | Svizzera | 143   |

#### Individuale
| Pos. | Nome                       | Nazione  | Punti |
| ---- | -------------------------- | -------- | ----- |
| 1    | Vetle Sjåstad Christiansen | Norvegia | 171   |
| 2    | Benedikt Doll              | Germania | 151   |
| 3    | Martin Ponsiluoma          | Svezia   | 132   |
| 4    | Roman Rees                 | Germania | 123   |
| 5    | Tommaso Giacomel           | Italia   | 120   |

#### Staffetta
| Pos. | Nazione  | Punti |
| ---- | -------- | ----- |
| 1    | Norvegia | 450   |
| 2    | Germania | 330   |
| 3    | Francia  | 320   |
| 4    | Svezia   | 256   |
| 5    | Austria  | 190   |

#### Nazioni
| Pos. | Nazione  | Punti |
| ---- | -------- | ----- |
| 1    | Norvegia | 8993  |
| 2    | Francia  | 7977  |
| 3    | Germania | 7813  |
| 4    | Svezia   | 7399  |
| 5    | Svizzera | 6345  |

## Donne

### Risultati
| Data             | Località                | Nazione   | Spec. | Prima | Seconda                                                                 | Terza                                                                                         |
| ---------------- | ----------------------- | --------- | ----- | --- | ----------------------------------------------------------------------- | --------------------------------------------------------------------------------------------- |
| 30 novembre 2022 | Kontiolahti             | Finlandia | IN    | Hanna Öberg                                                                                                | Ingrid Landmark Tandrevold                                              | Lisa Vittozzi                                                                                 |
| 1º dicembre 2022 | Kontiolahti             | Finlandia | RL    | Svezia Linn Persson Anna Magnusson Hanna Öberg Elvira Öberg                                                | Germania Anna Weidel Sophia Schneider Vanessa Voigt Denise Herrmann     | Norvegia Karoline Offigstad Knotten Ida Lien Ragnhild Femsteinevik Ingrid Landmark Tandrevold |
| 3 dicembre 2022  | Kontiolahti             | Finlandia | SP    | Lisa Hauser                                                                                                | Lisa Vittozzi                                                           | Linn Persson                                                                                  |
| 4 dicembre 2022  | Kontiolahti             | Finlandia | PU    | Julia Simon                                                                                                | Dorothea Wierer                                                         | Elvira Öberg                                                                                  |
| 8 dicembre 2022  | Hochfilzen              | Austria   | SP    | Denise Herrmann                                                                                            | Markéta Davidová                                                        | Julia Simon                                                                                   |
| 10 dicembre 2022 | Hochfilzen              | Austria   | PU    | Julia Simon                                                                                                | Ingrid Landmark Tandrevold                                              | Markéta Davidová                                                                              |
| 11 dicembre 2022 | Hochfilzen              | Austria   | RL    | Francia Lou Jeanmonnot Anaïs Chevalier Chloé Chevalier Julia Simon                                         | Svezia Linn Persson Anna Magnusson Hanna Öberg Elvira Öberg             | Italia Rebecca Passler Dorothea Wierer Samuela Comola Lisa Vittozzi                           |
| 16 dicembre 2022 | Annecy Le Grand-Bornand | Francia   | SP    | Anna Magnusson                                                                                             | Linn Persson                                                            | Denise Herrmann                                                                               |
| 17 dicembre 2022 | Annecy Le Grand-Bornand | Francia   | PU    | Elvira Öberg                                                                                               | Lisa Vittozzi                                                           | Julia Simon                                                                                   |
| 18 dicembre 2022 | Annecy Le Grand-Bornand | Francia   | MS    | Lisa Hauser                                                                                                | Julia Simon                                                             | Anaïs Chevalier                                                                               |
| 5 gennaio 2023   | Pokljuka                | Slovenia  | SP    | Elvira Öberg                                                                                               | Julia Simon                                                             | Dorothea Wierer                                                                               |
| 7 gennaio 2023   | Pokljuka                | Slovenia  | PU    | Elvira Öberg                                                                                               | Dorothea Wierer                                                         | Julia Simon                                                                                   |
| 12 gennaio 2023  | Ruhpolding              | Germania  | IN    | Lisa Vittozzi                                                                                              | Lou Jeanmonnot                                                          | Julia Simon                                                                                   |
| 14 gennaio 2023  | Ruhpolding              | Germania  | RL    | Norvegia Karoline Offigstad Knotten Ragnhild Femsteinevik Marte Olsbu Røiseland Ingrid Landmark Tandrevold | Germania Anna Weidel Vanessa Voigt Sophia Schneider Denise Herrmann     | Italia Samuela Comola Lisa Vittozzi Rebecca Passler Dorothea Wierer                           |
| 15 gennaio 2023  | Ruhpolding              | Germania  | MS    | Julia Simon                                                                                                | Lisa Vittozzi                                                           | Anaïs Chevalier                                                                               |
| 19 gennaio 2023  | Anterselva              | Italia    | SP    | Dorothea Wierer                                                                                            | Chloé Chevalier                                                         | Elvira Öberg                                                                                  |
| 21 gennaio 2023  | Anterselva              | Italia    | PU    | Denise Herrmann                                                                                            | Lisa Vittozzi                                                           | Elvira Öberg                                                                                  |
| 22 gennaio 2023  | Anterselva              | Italia    | RL    | Francia Lou Jeanmonnot Anaïs Chevalier Chloé Chevalier Julia Simon                                         | Svezia Linn Persson Anna Magnusson Hanna Öberg Elvira Öberg             | Germania Vanessa Voigt Sophia Schneider Janina Hettich Hanna Kebinger                         |
| 3 marzo 2023     | Nové Město na Moravě    | Rep. Ceca | SP    | Marte Olsbu Røiseland                                                                                      | Ingrid Landmark Tandrevold                                              | Anaïs Chevalier                                                                               |
| 4 marzo 2023     | Nové Město na Moravě    | Rep. Ceca | PU    | Marte Olsbu Røiseland                                                                                      | Ingrid Landmark Tandrevold                                              | Anaïs Chevalier                                                                               |
| 9 marzo 2023     | Östersund               | Svezia    | IN    | Dorothea Wierer                                                                                            | Lisa Vittozzi                                                           | Denise Herrmann                                                                               |
| 11 marzo 2023    | Östersund               | Svezia    | RL    | Norvegia Juni Arnekleiv Ida Lien Ingrid Landmark Tandrevold Marte Olsbu Røiseland                          | Francia Lou Jeanmonnot Chloé Chevalier Caroline Colombo Anaïs Chevalier | Germania Janina Hettich Hanna Kebinger Vanessa Voigt Denise Herrmann                          |
| 12 marzo 2023    | Östersund               | Svezia    | MS    | Dorothea Wierer                                                                                            | Lou Jeanmonnot                                                          | Julia Simon                                                                                   |
| 18 marzo 2023    | Oslo Holmenkollen       | Norvegia  | SP    | Denise Herrmann                                                                                            | Hanna Öberg                                                             | Anna Magnusson                                                                                |
| 18 marzo 2023    | Oslo Holmenkollen       | Norvegia  | PU    | annullata                                                                                                  | annullata                                                               | annullata                                                                                     |
| 19 marzo 2023    | Oslo Holmenkollen       | Norvegia  | MS    | Hanna Öberg                                                                                                | Marte Olsbu Røiseland                                                   | Anaïs Chevalier                                                                               |

Legenda:

IN = individuale (15 km)

SP = sprint (7,5 km)

PU = inseguimento (10 km)

MS = partenza in linea (12,5 km)

RL = staffetta (4x6 km)

### Classifiche

#### Generale
| Pos. | Nome                       | Nazione   | Punti |
| ---- | -------------------------- | --------- | ----- |
| 1    | Julia Simon                | Francia   | 1093  |
| 2    | Dorothea Wierer            | Italia    | 911   |
| 3    | Lisa Vittozzi              | Italia    | 882   |
| 4    | Denise Herrmann            | Germania  | 874   |
| 5    | Elvira Öberg               | Svezia    | 764   |
| 6    | Ingrid Landmark Tandrevold | Norvegia  | 731   |
| 7    | Hanna Öberg                | Svezia    | 710   |
| 8    | Anaïs Chevalier            | Francia   | 670   |
| 9    | Markéta Davidová           | Rep. Ceca | 668   |
| 10   | Lisa Hauser                | Austria   | 604   |

#### Sprint
| Pos. | Nome             | Nazione   | Punti |
| ---- | ---------------- | --------- | ----- |
| 1    | Denise Herrmann  | Germania  | 400   |
| 2    | Dorothea Wierer  | Italia    | 314   |
| 3    | Julia Simon      | Francia   | 295   |
| 4    | Elvira Öberg     | Svezia    | 263   |
| 5    | Markéta Davidová | Rep. Ceca | 245   |

#### Inseguimento
| Pos. | Nome            | Nazione  | Punti |
| ---- | --------------- | -------- | ----- |
| 1    | Julia Simon     | Francia  | 373   |
| 2    | Elvira Öberg    | Svezia   | 350   |
| 3    | Dorothea Wierer | Italia   | 285   |
| 4    | Lisa Vittozzi   | Italia   | 279   |
| 5    | Denise Herrmann | Germania | 272   |

#### Partenza in linea
| Pos. | Nome            | Nazione | Punti |
| ---- | --------------- | ------- | ----- |
| 1    | Julia Simon     | Francia | 270   |
| 2    | Anaïs Chevalier | Francia | 206   |
| 3    | Hanna Öberg     | Svezia  | 195   |
| 4    | Dorothea Wierer | Italia  | 169   |
| 5    | Lou Jeanmonnot  | Francia | 166   |

#### Individuale
| Pos. | Nome                       | Nazione  | Punti |
| ---- | -------------------------- | -------- | ----- |
| 1    | Lisa Vittozzi              | Italia   | 225   |
| 2    | Julia Simon                | Francia  | 155   |
| 3    | Hanna Öberg                | Svezia   | 153   |
| 4    | Ingrid Landmark Tandrevold | Norvegia | 147   |
| 5    | Dorothea Wierer            | Italia   | 143   |

#### Staffetta
| Pos. | Nazione  | Punti |
| ---- | -------- | ----- |
| 1    | Francia  | 345   |
| 2    | Norvegia | 325   |
| 3    | Svezia   | 321   |
| 4    | Germania | 320   |
| 5    | Italia   | 252   |

#### Nazioni
| Pos. | Nazione  | Punti |
| ---- | -------- | ----- |
| 1    | Francia  | 8128  |
| 2    | Svezia   | 7884  |
| 3    | Norvegia | 7859  |
| 4    | Germania | 7833  |
| 5    | Italia   | 7575  |

## Misto

### Risultati
| Data           | Località             | Nazione   | Spec. | Prima                                                                    | Seconda                                                                  | Terza                                                                                         |
| -------------- | -------------------- | --------- | ----- | ------------------------------------------------------------------------ | ------------------------------------------------------------------------ | --------------------------------------------------------------------------------------------- |
| 8 gennaio 2023 | Pokljuka             | Slovenia  | SMX   | Norvegia Vetle Sjåstad Christiansen Ingrid Landmark Tandrevold           | Francia Antonin Guigonnat Lou Jeanmonnot                                 | Svizzera Niklas Hartweg Amy Baserga                                                           |
| 8 gennaio 2023 | Pokljuka             | Slovenia  | MX    | Francia Fabien Claude Quentin Fillon Maillet Anaïs Chevalier Julia Simon | Italia Didier Bionaz Tommaso Giacomel Dorothea Wierer Lisa Vittozzi      | Svezia Jesper Nelin Martin Ponsiluoma Mona Brorsson Elvira Öberg                              |
| 5 marzo 2023   | Nové Město na Moravě | Rep. Ceca | MX    | Francia Lou Jeanmonnot Caroline Colombo Éric Perrot Fabien Claude        | Svezia Anna Magnusson Hanna Öberg Martin Ponsiluoma Sebastian Samuelsson | Norvegia Karoline Offigstad Knotten Ingrid Landmark Tandrevold Johannes Dale Endre Strømsheim |
| 5 marzo 2023   | Nové Město na Moravě | Rep. Ceca | SMX   | Norvegia Marte Olsbu Røiseland Vetle Sjåstad Christiansen                | Svizzera Amy Baserga Niklas Hartweg                                      | Lettonia Baiba Bendika Andrejs Rastorgujevs                                                   |

Legenda:

MX = staffetta mista 2x6 km + 2x7,5 km 

SMX = staffetta mista individuale

### Classifiche
| Pos. | Nazione  | Punti |
| ---- | -------- | ----- |
| 1    | Francia  | 305   |
| 2    | Norvegia | 280   |
| 3    | Svizzera | 217   |
| 4    | Svezia   | 198   |
| 5    | Italia   | 173   |